# マクラーレン・GT
マクラーレン・GT (McLaren GT) はイギリスの自動車メーカーのマクラーレンが製造・販売するグランドツアラーである。

## 概要
マクラーレン・GTは2019年に発表された同社初のグランドツアラーである。マクラーレンが投資している「Track25」ビジネスプランの第4のニューモデルとなる。720Sと同じプラットフォームを採用し、荷室が大幅に拡大している。カーボンファイバー製コアを構造に高い強度をもたせたため、ガラス張りのCピラーとリアウォーターウィンドウをデザインに組み込むことが可能となった。後方の視界が広くなったことで、広いキャビンにたくさんの光が差し込む設計となっている。

## 仕様

### エンジン
720Sに搭載されているM840T型から派生した4LのM840TE型90度V型8気筒DOHCツインターボエンジンを搭載している。このエンジンはM840T型よりも小型のツインスクロールターボを採用し、ピークパフォーマンスはスーパーシリーズより抑えられたものの、低回転域でのパフォーマンスとレスポンスが向上した。GTは最高出力620 PS (456 kW) / 7,000 rpm、最大トルク64.2 kgf・m (630 N・m) / 5,500 - 6,500 rpmを発揮する。

### サスペンション
サスペンションシステムも720Sから派生している。フロントアクスルとリアアクスルにダブルウィッシュボーン式サスペンションを採用し、プロアクティブダンピングコントロールと呼ばれるシャーシコントロール、アクティブダンピングを搭載している。

### パフォーマンス
マクラーレンの公称値によるとGTの最高速度は326 km/hで、0 - 100 km/hが3.2秒、0 - 200 km/hが9秒、0 - 400 mが11秒。

### インテリア

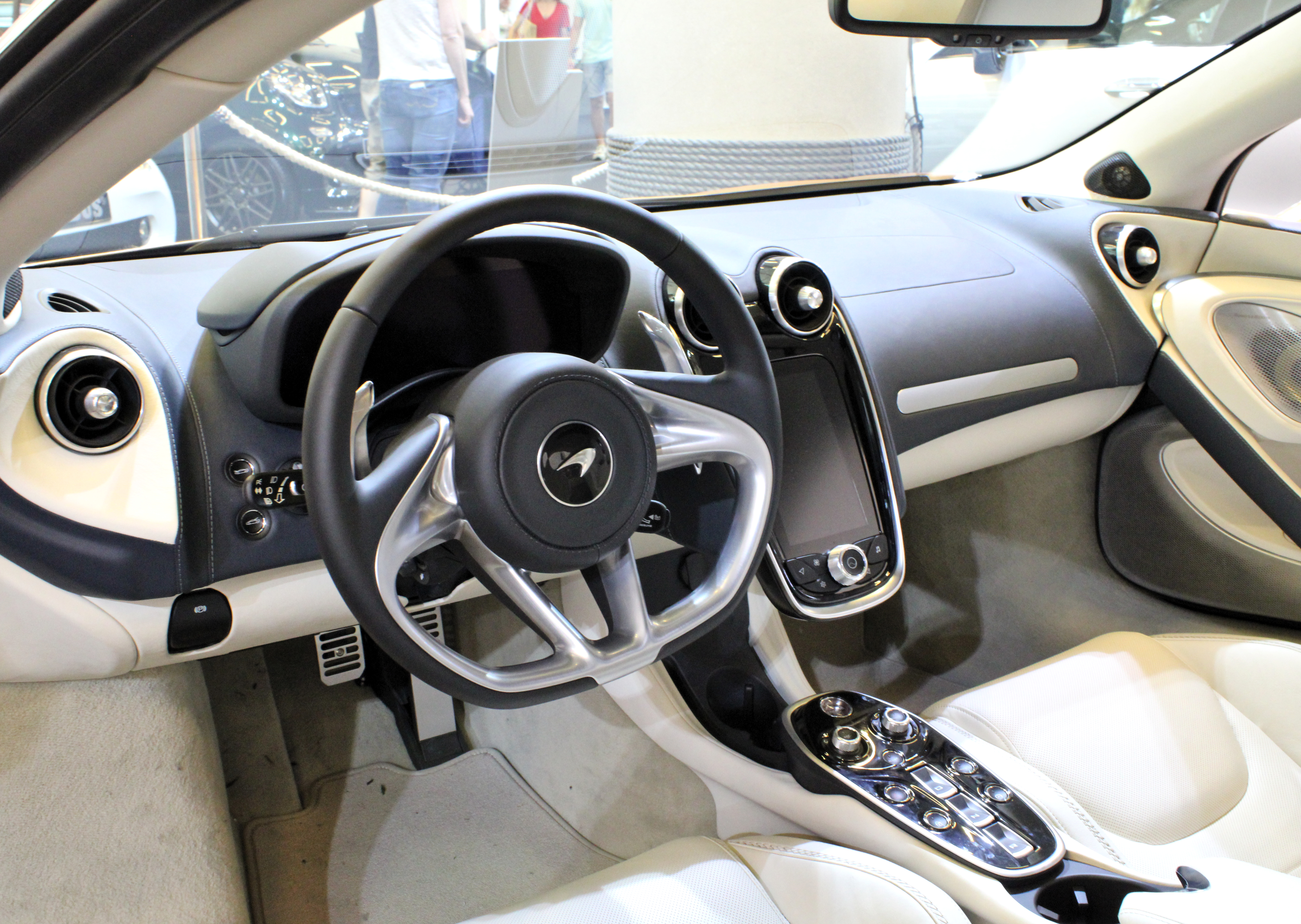
Interior

GTはフロントに150 L、リアに420 Lの収納を備えていて、フルサイズのゴルフクラブを収納できる。ナッパレザーは標準装備だが、スコットランドのブリッジオブワイル製のレザーも選ぶことができ、将来的にはカシミアを選択できるオプションも追加される。新しいコンフォートシートは肩パッドと背もたれのサポートが強化され、パイオニアモデルとラックスモデルには標準でシートヒーターが装備される。メーターパネルは、コンフォート、スポーツ、トラックのそれぞれのモードによって表示が変化し、センターコンソールの7インチタッチスクリーンも連動して変化する。